# Пришълци в тавана
„Пришълци в тавана“ (на английски: Aliens in the Attic) е американска научнофантастична комедия от 2009 г. на режисьора Джон Шулц, по сценарий на Марк Бъртън и Адам Ф. Голдбърг. Във филма участват Картър Дженкинс, Остин Бътлър, Ашли Тисдейл, Джилиън Вигман, Анди Рихтер, Дорис Робъртс, Робърт Хофман, Кевин Нийлън, Тим Мийдоус, Джош Пек, Джей Кей Симънс, Кари Уолгрън и Томас Хейдън Чърч.
Продуциран от „Риджънси Ентърпрайсис“ и „Дюн Ентъртейнмънт“, филмът е пуснат по кината от „Туентиът Сенчъри Фокс“ на 31 юли 2009 г. в Съединените щати.

## В България
В България филмът е издаден на DVD на 30 юли 2009 г. от A+Films.
На 13 април 2012 г. започва излъчване по Нова телевизия с първи дублаж. Екипът се състои от:
| Озвучаващи артисти  | Христина Ибришимова Ася Братанова Ани Василева Николай Николов Симеон Владов Силви Стоицов |
| Преводач            | Ирина Ценкова                                                                              |
| Тонрежисьор         | Цветомир Цветков                                                                           |
| Режисьор на дублажа | Красимир Куцупаров                                                                         |

На 10 юни 2023 г. се излъчва и по Фокс с втори дублаж, записан в Андарта Студио. Екипът се състои от:
| Преводач            | Миряна Мезеклиева                                                          |
| Тонрежисьор         | Мартина Терзиева                                                           |
| Режисьор на дублажа | Станислав Пищалов                                                          |
| Озвучаващи артисти  | Татяна Захова Мими Йорданова Александър Воронов Живко Джуранов Росен Русев |